# José Ignacio López Susín
José Ignacio López Susín nació en Zaragoza en 1956. Es licenciado en Derecho y autor de diferentes libros y artículos sobre el aragonés desde la vertiente jurídica. Es miembro del Rolde de Estudios Aragoneses, de la Fundación Gaspar Torrente (para la investigación y desarrollo del aragonesismo) y del Consello d'a Fabla Aragonesa. En 1998 participó como jurista en la elaboración del primer anteproyecto de Ley de Lenguas de Aragón. Fue miembro del extinto Consejo Superior de las Lenguas de Aragón, a propuesta de las Cortes de Aragón. Ha sido director general de Política Lingüística del Gobierno de Aragón hasta julio de 2023.
Ha participado también en iniciativas editoriales, como Ediciones de l'Astral y Aladrada Ediciones.

### Libros
- 1989: Antropónimos aragoneses (nombres aragoneses de persona), con Francho E. Rodés y Chusé Inazio Navarro, Rolde de estudios aragoneses.
- 2000: Bocabulario de Plasenzia (Sotonera), con Mª Dolores Montaner Susín, Consejo del habla Aragonesa.
- 2000: El régimen jurídico del multilingüismo en Aragón, Caja de Ahorros de Inmaculada.
- 2004: Gente de leyes: el derecho aragonés y sus protagonistas, Ibercaja.
- 2006: Léxico del derecho aragonés, El Justicia de Aragón.
- 2009: El Diccionario Aragonés. Colección de Voces para su formación, 1902, (editor), Aladrada.
- 2010: Estatuto jurídico de las Lenguas propias de Aragón . La Ley 10/2009, de 22 de diciembre, con José Luis Soro Domingo, El Justicia de Aragón.
- 2012: El aragonés, una lengua románica, (coordinador), Rolde de Estudios Aragoneses-Consello d'a Fabla Aragonesa.

### Artículos
- 1984, ¿Eres posible la cooficialidad del aragonés y del catalán con el castellano?.
- 1998, El artículo 7 del Estatuto de Autonomía de Aragón. Avatares de un precepto polémico.
- 1998, Aspectos jurídicos de la normalización lingüística en Aragón.
- 2001, El anteproyecto de Ley de lenguas de Aragón de 2001.
- 2005, La protecció jurídica de les llengües de Aragó: vint anys perduts.
- 2005, Vocabularios y Derecho aragonés: Los glosarios de Parral.
- 2006, Estatuto jurídico de las lenguas en la comunidad autónoma de Aragón.
- 2007, El Comité de Honor de Rolde de Estudios Aragoneses.
- 2007, REA y la recuperación del recuerdo de Aragón.
- 2008-2009, Una amanadura ta l'estudio del lesico jurídico aragonés como lenguache teunico.
- 2010, Antecedentes y estudio de la Ley 10/2009, de 22 de diciembre, de uso, protección y promoción de las lenguas propias de Aragón.
- 2013-2014, Los cuadernos de Díaz Rozas. Un material desconocido de interés para el aragonés desde una perspectiva antropológica y lingüística.
- 2014, Vientos racionalistas: el proceso de sustitución del aragonés en el siglo XIX.
- 2018, Tres años de política lingüística en Aragón (2015-2018).